# Robert Mandel
Robert Mandel nacido en febrero de 1945 es un productor y director de cine y televisión procedente de Oakland, California, Estados Unidos. Es conocido por su película School Ties, que lanzó a la fama las carreras de Brendan Fraser, Matt Damon, Ben Affleck, Cole Hauser y Chris O'Donnell.

## Biografía
Robert Mandel nació en Oakland, California, pero creció en Queens, Nueva York, época en la que empezó a interesarse por el teatro. En los 70, dirigió en Manhattan Theatre Club y en The Public Theatre.
Durante los 70, Mandel estudió en la Universidad de Columbia y después en AFI Conservatory, donde se graduó en 1979. Durante sus estudios en el American Film Institute, Mandel recibió el premio Alfred Hitchcock por su película Night at O'Rears.
Tiene mucha experiencia como director, y ha dirigido series como Lost, Nash Bridges, The Practice, The X-Files y Prison Break.

## Filmografía
- A Season on the Brink, director (2002)
- The Substitute, director (1996)
- School Ties, director (1992)
- The Big Shots, director (1987)
- Touch and Go, director (1986)
- F/X, director (1986)
- Independence Day, director (1983)